# 9mm機関けん銃
9mm機関けん銃（9ミリきかんけんじゅう）は、長野県の企業であるミネベア（現ミネベアミツミ）社が製造し、1999年に自衛隊が採用した9 mm口径の短機関銃である。防衛省は略称をM9、広報向けの愛称を一般公募から選ばれた「エムナイン」としている。

## 開発の経緯

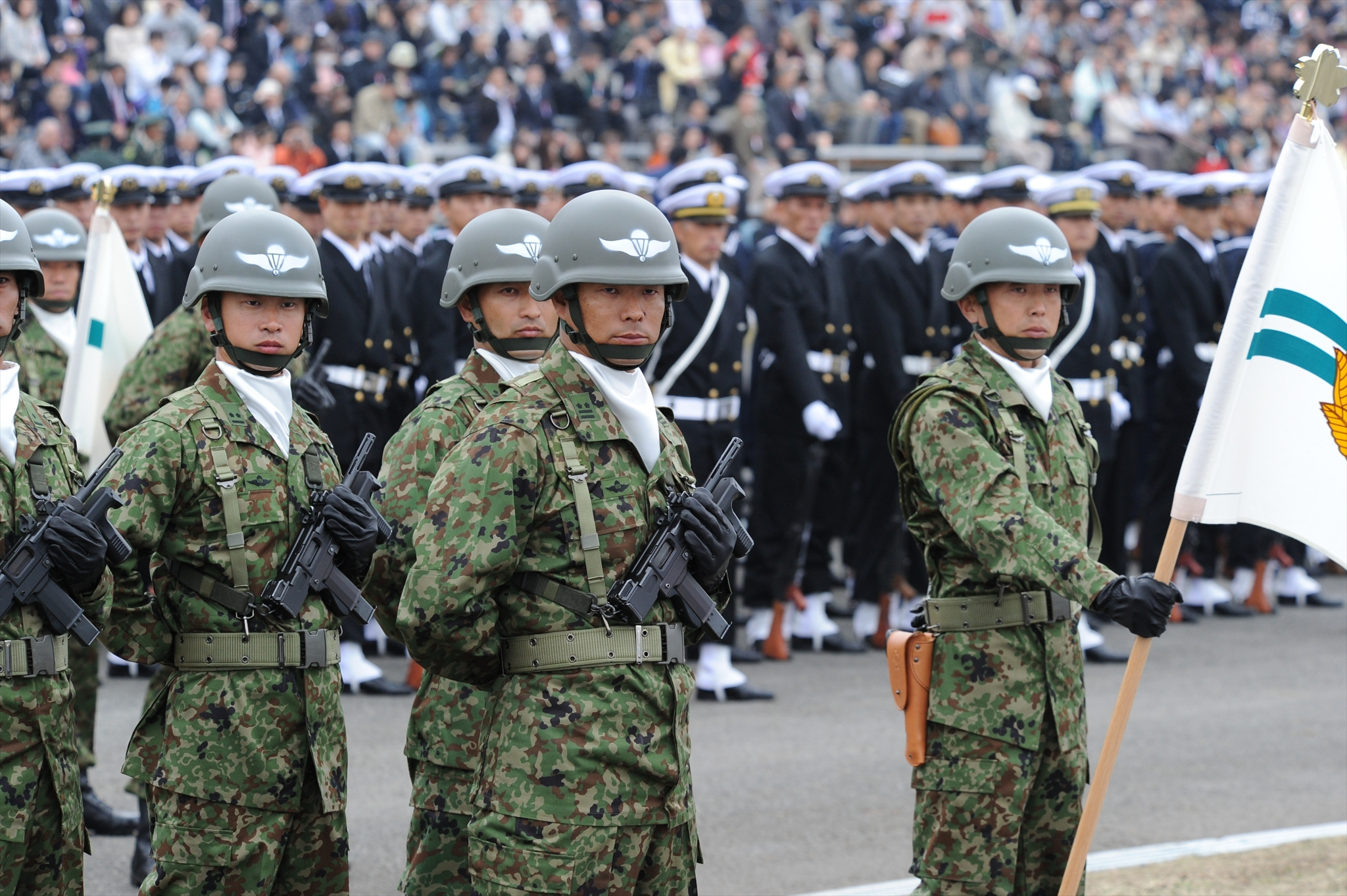
9mm機関けん銃を装備した第1空挺団の幹部自衛官

当初9mm拳銃の更新用装備火器として主に指揮官などの自衛用に開発され、配備が開始された。
配備計画は予定を変更し、第1空挺団、第12旅団、西部方面普通科連隊の指揮官への配備完了をもって陸上自衛隊による調達は終了しているが、航空自衛隊と海上自衛隊による調達は継続している。
配備計画には存在したが74式戦車、60式自走106mm無反動砲などの乗員用の自衛火器である11.4mm短機関銃（M1・M3）は、結局のところ9mm機関けん銃には更新されず、そのまま使用され続け、更新用には折曲銃床式89式小銃が当てられることとなった。
9mm拳銃は前述のとおり9mm機関けん銃に全て更新されたわけではなく、9mm機関けん銃採用後も自衛用、近接戦闘用火器として使用されている。
一部書籍などで、PKO派遣に伴う部隊装備火器の問題を回避するために開発が始まったとする記述があるものの、実際には前述の通り9mm拳銃や11.4mm短機関銃（M1・M3）を装備する指揮官・隊員の自衛火器の更新及び火力増強が主な目的であり、PKOに絡む問題は開発とは無関係である。

## 特徴

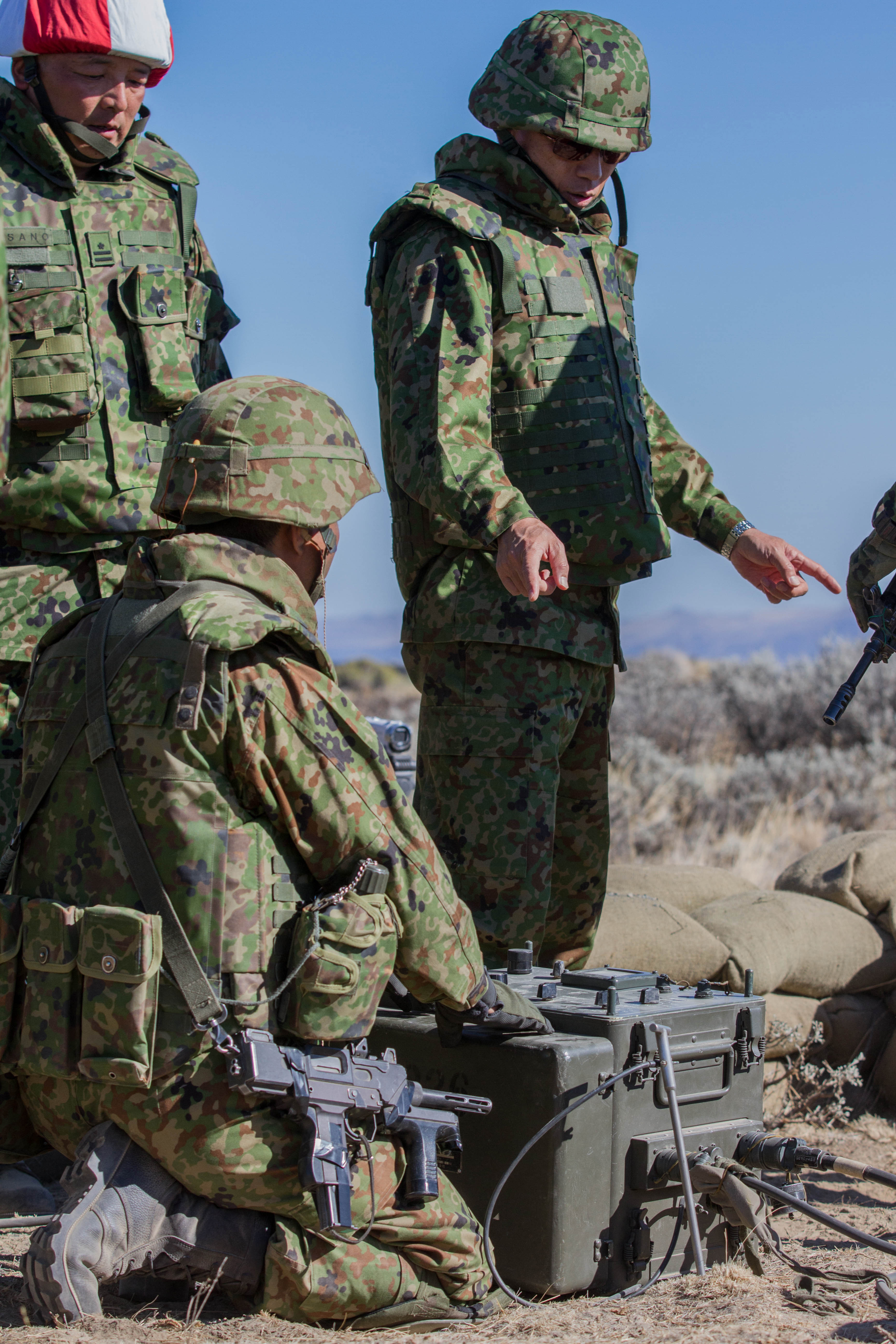
9mm機関けん銃を携行する隊員

下部レシーバー（機関部）は前方へ張り出し、直立形状のフォアグリップが取り付けられ、内部に弾倉を収納するため太く握り難いグリップの保持を補助する。銃床は持たず、射手は両手の力のみで銃を保持する必要がある。
機関部の全長を短縮するため、イスラエルのミニ UZI（旧型）同様のL型ボルトを採用し、オープンボルト方式の撃発機構、セミオート/フルオート射撃機能を有する。機関部は切削加工により製造されており、マズルブレーキは、ミニ UZIのように銃身を直接開口したものではなく、銃身覆いと呼ばれる延長部にスリットを開けた形状で、銃口の跳ね上がりの抑制よりもマズルフラッシュの軽減に重点を置いたものになっている。
発射速度を抑制する機構はなく、毎分1,185発と高速だが、上述の通り銃床を欠くため肩で反動を受け止めることができない。そのため、この銃を扱うだけの十分な体力・体格や技量がない場合、全自動時の保持射撃は困難である。
セレクターの各ポジションには、64式7.62mm小銃と同様に安全/単射/連射の頭文字である「ア/タ/レ」と記され、「当たれ」の意味が込められているとされる。
陸上自衛隊での調達数は平成11年度70丁、12年度100丁、13年度13丁、14年度56丁、15年度27丁となっており、平成16年度以降は調達されていない。調達価格は一丁につき付属品を含め40万円程度と、同水準の銃器であるミニ UZIやイングラムM10などと比べて高価となっている。
防衛省仕様書で要求されている性能は、「精度試験装置に固定し、単発射撃により射程50 mで40 cm×40 cmの標的に射撃した際に、10発中7発以上命中するものとする」となっている。一方で、部隊内での装備実験で用途や命中精度などに不具合があるとの意見も出された。
複数の書籍において、小型の短機関銃のもつ特性の一面である「目標を正確に狙うというよりも至近距離で弾をばらまいて敵を制圧するのに向いている」といった評論がなされている（マシンピストルを参照）。
|          | 9mm機関けん銃   | PP-2000         | CBJ-MS          | M10                            | ミニ UZI        | TMP                      |
| -------- | --------------- | --------------- | --------------- | ------------------------------ | --------------- | ------------------------ |
| 画像     |                 |                 |                 |                                |                 |                          |
| 使用弾薬 | 9mmパラベラム弾 | 9mmパラベラム弾 | 9mmパラベラム弾 | 9mmパラベラム弾 .45ACP弾       | 9mmパラベラム弾 | 9mmパラベラム弾 .45ACP弾 |
| 装弾数   | 25発            | 20/44発         | 20・30発・100発 | 32発（9mm）・30発・40発（.45） | 20発            | 15・30発                 |
| 銃身長   | 120 mm          | 182 mm          | 200 mm          | 146 mm                         | 197 mm          | 130 mm                   |
| 全長     | 339 mm          | 340 mm/555 mm   | 363 mm/565 mm   | 296 mm/548 mm                  | 360 mm/600 mm   | 282 mm                   |
| 重量     | 2.8 kg          | 1.5 kg          | 2.8 kg          | 2.85 kg                        | 2.7 kg          | 1.3 kg                   |
| 発射速度 | 1,185発/分      | 600–800発/分    | 700発/分        | 1,090発/分                     | 950発/分        | 850–900発/分             |

1. 1 2 3 4 5  箱形弾倉
2. ↑  ドラムマガジン
3. 1 2 3 4  銃床展開時

## 運用
1999年から自衛隊が制式採用。第1空挺団、第12旅団、第1水陸機動連隊（旧西部方面普通科連隊）の幹部自衛官などの自衛用火器、海上自衛隊の護衛艦と潜水艦の搭載火器、航空自衛隊の基地警備隊用火器として配備されている。
陸上自衛隊向けの生産はすでに終了しているが、海上、航空自衛隊向けの生産は現在も継続して行われている。
携帯する場合は、スリングを使って肩から提げるか、専用の収納袋ケースに収納する。専用の予備弾入れなどは確認されていないが、収納ケースに弾納部がある。

## 登場作品

### 映画
『ゴジラ×メカゴジラ』
日本映画初登場。冒頭にて、規制線を警備している自衛官が携行している。
『図書館戦争 (実写作品)』
図書隊の銃器として登場。本作中の図書隊の銃器で最も使用頻度が高く、64式7.62mm小銃・89式5.56mm小銃・9mm拳銃をも凌ぐ。

### アニメ・漫画
『亜人』
入間基地に侵入した佐藤に対処する自衛官が使用。味方への誤射を躊躇せず攻撃するよう指示されていたため、味方が射線上に居ても本銃を射撃しており、味方ごと佐藤に命中弾を与える。だが不死身である佐藤は無力化できず、最終的に基地は制圧されてしまう。また佐藤や佐藤の共犯者が殉職した隊員から鹵獲し使用する。
『炎炎ノ消防隊』
第8特殊消防隊の武久火縄と東京皇国軍が使用。
『荒野に獣慟哭す』
漫画版で、薬師丸法山をはじめゾンビストのメンバー数名が使用。
『続・戦国自衛隊』
戦国時代にタイムスリップした自衛隊の装備の1つとして、作品前半では試作型が、中盤以降は量産型が登場。主人公である島二尉（小説版では三尉）が使用する。
『そらのおとしもの』
漫画版6話の町ぐるみで行われたサバイバルゲームにて、八百屋のおばちゃんがコルク弾を装填したものを使用。
『図書館戦争』
アニメ版に登場。図書特殊部隊（ライブラリータスクフォース）や図書隊防衛部が使用。原作小説では「短機関銃」「サブマシンガン」「SMG」としか表記されておらず、種別不明。

### 小説
『アウトブレイク・カンパニー 萌える侵略者』
古賀沼美埜里が使用。憂国士団による籠城事件以降、ジュラルミン製スーツケースに入れて持ち歩くようになった。
『越境』
砂川文次の小説。主人公であるAH-1S乗員の入木2尉の装備として登場。非常時用の自衛火器として載せており、序盤に使用する。
『自衛隊三国志』
三国時代へタイムスリップした自衛隊国際連合平和維持活動（PKO）部隊の装備として登場。走行中の偵察用オートバイ上にて片手だけで射撃を行い、曹操軍の兵士たちを一掃する。
『日中尖閣戦争』
特殊運搬艇に2丁搭載されているが、中国海軍に補足されたため、民間船を装うために海中に投棄される。
『ルーントルーパーズ 自衛隊漂流戦記』
異世界に飛ばされた自衛隊の装備の1つとして登場。幹部自衛官らが携行して使用する。

### ゲーム
『Bullet force』
「minebea 9」の名称で登場 グリップが木製になっている。
『SIREN2』
永井頼人・三沢岳明・矢倉市子・屍人・闇人が主に使用。女性でも扱える連射火器となっており、屍人や闇人は片手で射撃を行う。
『怪盗ロワイヤル-zero-』
「9mmマシンガン」の名称で登場。
『コール オブ デューティ モダン・ウォーフェア3』
「PM-9」の名称で登場。 ロシア超国家主義派が装備している。
『ドールズフロントライン』
ビンゴイベント「少女の鉄拳」の報酬として星5SMG戦術人形「PM-9」として登場。
『レインボーシックス シージ』
SATの装備として「Bearing9」の名称で登場。